# Snedsted Kirke
Snedsted Kirke er en kirke i stationsbyen Snedsted i Snedsted Sogn i Thisted Kommune, Thy i Region Nordjylland. Den lå tidligere i Hassing Herred i Thisted Amt.
Kirken er opført i det 12. århundrede.
Kirkens orgel er bygget i 1994 af Bruno Christensen med 16 stemmer.

## Eksterne henvisnnger
- Wikimedia Commons har flere filer relateret til Snedsted Kirke
- Snedsted Kirkes historie (Webside ikke længere tilgængelig) med billeder og ledsagetekst. Fra Aalborgstift.dk
- Snedsted Kirke hos Natmus.dk